# Cornufer
Cornufer is een geslacht van kikkers uit de familie Ceratobatrachidae. Het geslacht heeft vertegenwoordigers in het gebied dat ruwweg begrensd wordt door Fiji en de Molukken. Daaronder Nieuw-Guinea, de Admiraliteitseilanden, de Bismarck-archipel en de Salomonseilanden.

## Naamgevingsgeschiedenis

### De naamCornufer
De wetenschappelijke naam van het geslacht werd in 1838 voorgesteld door Johann Jakob von Tschudi. In de originele publicatie plaatste Tschudi één soort in het geslacht: Cornufer unicolor, naar zijn zeggen van Nieuw-Guinea; die soort was daarmee automatisch de typesoort. Er werden daarna diverse soorten uit die regio in het geslacht geplaatst; in 1965 waren het er in totaal 27. Het geslacht werd opgevat als onderdeel van de familie echte kikkers (Ranidae) of een daaraan verwante familie, al naargelang de omgrenzing van die families. Diverse auteurs beschouwden het naderhand als nauw verwant aan Platymantis Günther, 1858.
In 1967 verscheen een artikel van Richard G. Zweifel met de resultaten van zijn onderzoek aan het lang onvindbare maar nu teruggevonden Parijse lectotype van Cornufer unicolor, het exemplaar waarop de beschrijving door Tschudi vrijwel volledig gebaseerd was. In dat onderzoek stelde hij vast dat dit geen echte kikker was, en niet afkomstig uit Nieuw-Guinea, maar een exemplaar van een soort die tot het geslacht Eleutherodactylus Duméril & Bibron, 1841 moest worden gerekend, en dezelfde was als Eleutherodactylus inoptatus die uitsluitend voorkomt op Hispaniola. Omdat dit consequenties had voor het gebruik van de naam Cornufer, had hij simultaan een verzoek ingediend bij de International Commission on Zoological Nomenclature om het gebruik van de naam Cornufer te onderdrukken. In reactie op het voorstel kwamen Philip J. Darlington, Robert F. Inger, Ernst Mayr en Ernest E. Williams met een tegenvoorstel om voor de naam Cornufer een nieuw type aan te wijzen, zodat die naam gebruikt kon blijven worden voor de Australaziatische soorten. Na enige vertraging door een fout in de procedure besliste de Commission in 1978 in Opinion 1104 om de naam Cornufer unicolor op de Officiële Index van niet beschikbare namen te plaatsen, en dat de naam Cornufer op de lijst van geldige geslachtsnamen kwam, met het nieuwe type Halophila vitiensis Girard, 1853.

### De omgrenzing van het geslacht
In 2015 publiceerde Rafe M. Brown samen met diverse andere auteurs de resultaten van een fylogenetisch onderzoek naar de familie Ceratobatrachidae. De soorten in die familie waren tot dan vooral op basis van hun morfologie, embryonale ontwikkeling en hun geografische distributie over de verschillende geslachten verdeeld. Uit de nieuwe analyse kwam naar voren dat er twee grote clades te onderscheiden waren. Soorten uit de voorheen onderscheiden geslachten Ceratobatrachus, Discodeles en Palmatorappia bleken geen goed te onderscheiden clades te vormen; wanneer de monofyletische clade Batrachylodes als afzonderlijk taxon werd opgevat, maakte dat de rest van de groep parafyletisch. De oplossing die Brown et al. kozen, waarbij het uitgangspunt was om de bestaande namen zo veel mogelijk te handhaven, was om naast een klein nieuw geslacht (Alcalus; van Borneo) twee grote geslachten te onderscheiden: Platymantis en Cornufer, waarbij Ceratobatrachus, Batrachylodes, Discodeles en Palmatorappia in Cornufer werden opgenomen. Soorten in de geslachten Platymantis en Alcalus komen voor ten westen van de Wallacelijn; Cornufer komt slechts voor ten oosten van die denkbeeldige lijn, in het noorden van het Australaziatisch gebied, van de Molukken tot Fiji.

## Synoniemen
- Phyllodytes Gistel, 1848, overbodig nomen novum voor Cornufer
- Halophila Girard, 1853
- Ceratobatrachus Boulenger, 1884
- Batrachylodes Boulenger, 1887
- Discodeles Boulenger, 1918
- Palmatorappia Ahl, 1927
- Hypsirana Kinghorn, 1928
- Potamorana Brown, Siler, Richards, Diesmos & Cannatella, 2015
- Aenigmanura Brown, Siler, Richards, Diesmos & Cannatella, 2015

## Soorten
- Cornufer acrochordus
- Cornufer aculeodactylus
- Cornufer adiastolus
- Cornufer admiraltiensis
- Cornufer akarithymus
- Cornufer batantae
- Cornufer bimaculatus
- Cornufer boulengeri
- Cornufer browni
- Cornufer bufoniformis
- Cornufer bufonulus
- Cornufer caesiops
- Cornufer cheesmanae
- Cornufer citrinospilus
- Cornufer cryptotis
- Cornufer custos
- Cornufer desticans
- Cornufer elegans
- Cornufer gigas
- Cornufer gilliardi
- Cornufer guentheri
- Cornufer guppyi
- Cornufer hedigeri
- Cornufer heffernani
- Cornufer latro
- Cornufer macrops
- Cornufer macrosceles
- Cornufer magnus
- Cornufer malukuna
- Cornufer mamusiorum
- Cornufer manus
- Cornufer mediodiscus
- Cornufer mimicus
- Cornufer minutus
- Cornufer montanus
- Cornufer myersi
- Cornufer nakanaiorum
- Cornufer neckeri
- Cornufer nexipus
- Cornufer opisthodon – Salomonskikker
- Cornufer paepkei
- Cornufer papuensis
- Cornufer parilis
- Cornufer parkeri
- Cornufer pelewensis
- Cornufer punctatus
- Cornufer schmidti
- Cornufer solomonis
- Cornufer sulcatus
- Cornufer trossulus
- Cornufer vertebralis
- Cornufer vitianus
- Cornufer vitiensis
- Cornufer vogti
- Cornufer weberi
- Cornufer wolfi
- Cornufer wuenscheorum